# Thomas Ludwig (Bauforscher)

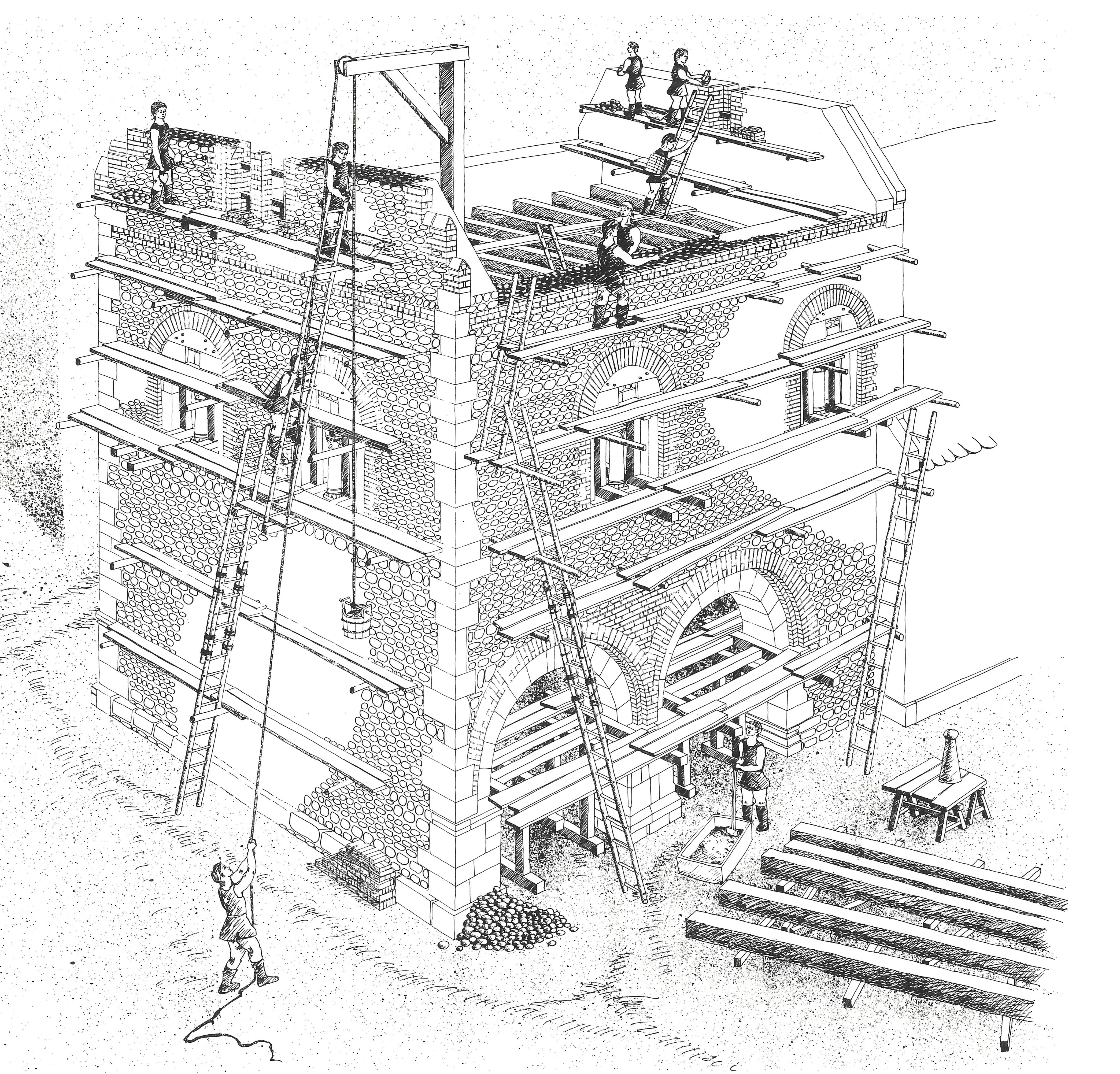
Bauprozess mit Aufmauern des Dachgeschosses beim romanischen Haus in Seligenstadt

Thomas Ludwig (* 1949 in Düsseldorf) ist ein deutscher Bauforscher und Denkmalpfleger.

## Leben
Nach dem Abitur in Düsseldorf studierte Ludwig Architektur an der RWTH Aachen, der École Nationale Supérieure des Beaux Arts in Paris und Denkmalpflege an „La Sapienza“ und ICCROM in Rom. 1977–1978 war er wissenschaftlicher Volontär am Bayerischen Landesamt für Denkmalpflege, von 1978 bis 1983 wissenschaftlicher Mitarbeiter von Walter Haas im Fachgebiet Baugeschichte an der TH Darmstadt, wo er 1987 mit einer Arbeit über „Das romanische Haus in Seligenstadt“ promoviert wurde. Von 1985 bis 1990 war Ludwig als wissenschaftlicher Mitarbeiter am Landesamt für Denkmalpflege Hessen mit der Denkmalerfassung im Main-Kinzig-Kreis beschäftigt und arbeitete zusammen mit Otto Müller und Irmgard Widdra-Spieß an der Monografie über „Die Einhards-Basilika in Michelstadt-Steinbach“. Von 1990 bis zu seinem Ruhestand 2014 war Ludwig Leiter des Fachgebiets Bauangelegenheiten und Denkmalpflege bei den Staatlichen Schlössern und Gärten Hessen. Die zu betreuenden Bauwerke umfassen eine Zeitspanne von fast zwei Jahrtausenden, von dem rekonstruierten römischen Kastell Saalburg über die Einhards-Basilika in Michelstadt-Steinbach, die Torhalle in Lorsch, über Kirchen, Klöster, Burgen, Stadttürme und Schlösser bis in den Beginn des 20. Jahrhunderts.
Ludwigs Forschungsschwerpunkte sind karolingische und romanische Architektur, die Verwendung historischer Baumaterialien und Fragen des Umgangs mit historischen Bauten und ihrer Präsentation. Ludwig ist Mitglied der Koldewey-Gesellschaft, von ICOMOS, docomomo Deutschland und der Deutschen Burgenvereinigung.

## Schriften
- Das romanische Haus in Seligenstadt, Konrad Theiss Verlag, Stuttgart 1987, ISBN 3-8062-0503-5
- mit Otto Müller, Irmgard Widdra-Spieß: Die Einhards-Basilika in Steinbach bei Michelstadt im Odenwald, Verlag Philipp von Zabern, Mainz 1996, ISBN 3-8053-1322-5
- Stiftsruine Bad Hersfeld, Geschichte und Architektur, Edition der Verwaltung der Staatlichen Schlösser und Gärten Hessen, Broschüre 13, Verlag Schnell & Steiner, Regensburg 2002, ISBN 3-7954-1348-6
- Die Restaurierung des Marmorbads in der Karlsaue in Kassel. In: Das Marmorbad in der Kasseler Karlsaue, Hrsg. Karlheinz W. Kopanski, Karl Weber, Verlag Schnell & Steiner, Regensburg 2003, ISBN 3-7954-1582-9, S. 175–192
- Der Herkules im Schlosspark Wilhelmshöhe. Edition der Verwaltung der Staatlichen Schlösser und Gärten Hessen, Broschüre 22, Verlag Schnell & Steiner, Regensburg 2004, ISBN 978-3-7954-1668-3
- Ein authentisches Bild des karolingischen Klosters Lorsch? Beiträge zu einer Theorie der Rekonstruktion. In: Aktuelle Forschungen zum ehemaligen Reichs- und Königskloster Lorsch (= Bamberger Beiträge zur Archäologie des Mittelalters und der Neuzeit Band 1), Hrsg. Ingolf Ericsson, Markus Sanke, Hessische Historische Kommission, Darmstadt 2004, S. 17–34
- Die Lorscher Tor- oder Königshalle, Edition der Verwaltung der Staatlichen Schlösser und Gärten Hessen, Broschüre 24, Verlag Schnell & Steiner, Regensburg 2006, 2. Auflage 2016, ISBN 978-3-7954-1753-6
- Die „Torhalle“ im Kloster Lorsch und die Rezeption antiker Architektur im frühen Mittelalter. Die Entwicklung des Klostergeländes Lorsch in nachklösterlicher Zeit, Beschrieben an Hand der Bildquellen. In: Kloster Lorsch, Vom Reichskloster Karls des Großen zum Weltkulturerbe der Menschheit, Hrsg. Hessisches Landesmuseum Darmstadt, Verwaltung der Staatlichen Schlösser und Gärten, Annette Zeeb, Bernhard Pinsker, Imhof Verlag, Petersberg 2011, ISBN 978-3-86568-643-5, S. 402–427, S. 466–493
- Michelstadt, Einhardsbasilika, Seligenstadt, Einhardsbasilika. In: Karolingerzeitliche Mauertechnik in Deutschland und in der Schweiz, Hrsg. Katarina Papajanni, Judith Ley, Verlag Schnell & Steiner, Regensburg 2017, ISBN 978-3-7954-3105-1, S. 203–223
- Das Karussell im Wilhelmsbad in Hanau, Edition der Verwaltung der Staatlichen Schlösser und Gärten Hessen, Kurzführer Nr. 30, Verlag Schnell & Steiner, Regensburg 2017, ISBN 978-3-7954-7089-0

| Personendaten    | Personendaten                            |
| ---------------- | ---------------------------------------- |
| NAME             | Ludwig, Thomas                           |
| KURZBESCHREIBUNG | deutscher Bauforscher und Denkmalpfleger |
| GEBURTSDATUM     | 1949                                     |
| GEBURTSORT       | Düsseldorf                               |